# The Annual Trip of the Mothers' Meeting
The Annual Trip of the Mothers' Meeting è un cortometraggio muto del 1905 diretto da Lewin Fitzhamon.

## Trama
Le disavventure cui va incontro il vicario scortando un gruppo di madri che si reca al raduno annuale di Southend.

## Produzione
Il film fu prodotto dalla Hepworth.

## Distribuzione
Distribuito dalla Hepworth, il film - un cortometraggio della lunghezza di 91,4 metri - uscì nelle sale cinematografiche britanniche nel luglio 1905. Non si hanno altre notizie del film che si ritiene perduto, forse distrutto nel 1924 quando il produttore Cecil M. Hepworth, ormai fallito, cercò di recuperare l'argento del nitrato fondendo le pellicole.